# 托马索·格罗西
托马索·格罗西（英語：Tommaso Grossi，1791年1月20日—1853年12月10日）是一位伦巴第诗人和長篇小說家，出生在科莫湖旁的Bellano。
他于1810年在帕维亚大学学习法律，到米兰实习。然而奥地利政府，怀疑他的忠诚，阻碍他的前途，导致他一生只能做简单的公证人。